# VIII Правительство Азербайджана
VIII Кабинет Министров Азербайджана — Кабинет Министров Азербайджана, сформированный после внеочередных президентских выборов, состоявшихся в Азербайджане 11 апреля 2018 года. Указом Ильхам Алиева, в четвертый раз победившего на президентских выборах 18 апреля 2018 года, члены Кабинета министров были отправлены в отставку, а подписанными 21 и 23 апреля указами сформирован новый Кабинет министров. Распоряжением, подписанным Ильхамом Алиевым, Новруз Мамедов был назначен премьер-министром Азербайджана.

## Изменения

### 2018 год
| Предыдущий                                    | Последующий            |
| --------------------------------------------- | ---------------------- |
| Министерство налогов                          | Министерство экономики |
| Министерство экономики                        | Министерство экономики |
| Государственная служба имущественных вопросов | Министерство экономики |

### 2021 год
| Предыдущий                                          | Последующий                                  |
| --------------------------------------------------- | -------------------------------------------- |
| Министерство транспорта, связи и высоких технологий | Министерство цифрового развития и транспорта |

### 2022 год
| Предыдущее               | Последующее                      |
| ------------------------ | -------------------------------- |
| Министерство образования | Министерство науки и образования |

## Премьер министры
| Должность                         | Ф.И.О.                            | Начало полномочий | Конец полномочий   | Партия | Партия                |
| --------------------------------- | --------------------------------- | ----------------- | ------------------ | ------ | --------------------- |
| Премьер-министр и его заместители |                                   |                   |                    |        |                       |
| Премьер-министр                   | Мамедов Новруз Исмаил оглы        | 21 aprel 2018     | 7 oktyabr 2019     |        | Новый Азербайджан YAP |
| Премьер-министр                   | Асадов Али Идаят оглы             | 8 октября 2019    | 14 февраля 2024    |        | Новый Азербайджан YAP |
| Заместитель премьер-министра      | Ахмедов Али Джавад оглы           | 21 апреля 2018    | 14 февраля 2024    |        | Новый Азербайджан YAP |
| Заместитель премьер-министра      | Гасанов Али Шамиль оглы           | 21 aprel 2018     | 21 oktyabr 2019    |        | Беспартийный          |
| Заместитель премьер-министра      | Абуталыбов Гаджибала Ибрагим оглы | 21 aprel 2018     | 21 октября 2019 г. |        | Новый Азербайджан YAP |
| Заместитель премьер-министра      | Мустафаев Шахин Абдулла оглы      | 22 октября 2019   | 14 февраля 2024    |        | Новый Азербайджан YAP |

## Министры
| Должность                                   | Ф.И.О.                          | Начало полномичий | Конец полномочий | Партия | Партия            |
| ------------------------------------------- | ------------------------------- | ----------------- | ---------------- | ------ | ----------------- |
| Министры Азербайджана                       |                                 |                   |                  |        |                   |
| Министр внутренних дел                      | Усубов Рамиль Идрис оглы        | 21 aprel 2018     | 20 iyun 2019     |        | Беспартийный      |
| Министр внутренних дел                      | Эйвазов Вилаят Сулейман оглы    | 20 июня 2019      | 14 февраля 2024  |        | Беспартийный      |
| Министр экологии и природных ресурсов       | Бабаев Мухтар Бахадур оглы      | 23 апреля 2018    | 14 Февраля 2024  |        | Новый Азербайджан |
| Министр энергетики                          | Шахбазов Парвиз Октай оглы      | 21 апреля 2018    | 14 февраля 2024  |        | Беспартийный      |
| Министр юстиции                             | Мамедов Фикрет Фаррух оглы      | 21 aпреля 2018    | 14 февраля 2024  |        | Беспартийный      |
| Министр труда и социальной защиты населения | Сахиль Бабаев                   | 21 апреля 2018    | 14 февраля 2024  |        | Новый Азербайджан |
| Министр по чрезвычайным ситуациям           | Кямаледдин Гейдаров             | 21 апреля 2018    | 14 fevral 2024   |        | Беспартийный      |
| Министр молодежи и спорта                   | Рагимов Азад Ариф оглы          | 23 апреля 2018    | 30 апреля 2021   |        | Беспартийный      |
| Министр молодежи и спорта                   | Гаибов Фарид Фазиль оглы        | 7 сентября 2021   | 14 февраля 2024  |        | Беспартийный      |
| Министр экономики                           | Мустафаев Шахин Абдулла оглы    | 21 апреля 2018    | 21 oktyabr 2019  |        | Новый Азербайджан |
| Министр экономики                           | Джаббаров Микаил Чингиз оглы    | 21 октября 2019   | 14 февраля 2024  |        | Беспартийный      |
| Министр сельского хозяйства                 | Керимов Инам Имдад оглы         | 21 апреля 2018    | 4 апреля 2023    |        | Беспартийный      |
| Министр сельского хозяйства                 | Мамедов Меджнун Гадир оглу      | 14 апреля 2023    | 14 февраля 2024  |        | Беспартийный      |
| Министр финансов                            | Шарифов Самир Рауф оглы         | 21 апреля 2018    | 14 февраля 2024  |        | Беспартийный      |
| Министр культуры                            | Гараев Абульфас Мурсал оглы     | 23 апреля 2018    | 21 мая 2020      |        | Беспартийный      |
| Министр культуры                            | Керимов Анар Габил оглы         | 5 января 2021     | 22 декабря 2022  |        | Беспартийный      |
| Министр культуры                            | Керимли Адиль Габиль оглы       | 14 aпреля 2023    | 14 февраля 2024  |        | Беспартийный      |
| Министр обороны                             | Гасанов Закир Аскер оглы        | 21 aпреля 2018    | 14 fevral 2024   |        | Беспартийный      |
| Министр оборонной промышленности            | Джамалов Явер Талыб оглы        | 23 апреля 2018    | 23 iyun 2018     |        | Беспартийный      |
| Министр оборонной промышленности            | Гулиев Мадат Газанфар оглы      | 20 июня 2019      | 18 ноября 2023   |        | Беспартийный      |
| Министр оборонной промышленности            | Мустафаев Вугар Валех оглы      | 18 ноября 2023    | 14 февраля 2024  |        | Беспартийный      |
| Министр цифрового развития и транспорта     | Гулузаде Рамин Намиг оглы       | 21 aпреля 2018    | 26 января 2021   |        | Беспартийный      |
| Министр цифрового развития и транспорта     | Набиев Рашад Наби оглу          | 26 января 2021    | 11 октября 2021  |        | Беспартийный      |
| Министр здравоохранения                     | Ширалиев Октай Кязым оглы       | 23 апреля 2018    | 23 апреля 2021   |        | Новый Азербайджан |
| Министр здравоохранения                     | Мусаев Теймур                   | 19 января 2022    | 14 февраля 2024  |        | Беспартийный      |
| Министр науки и образования                 | Байрамов Джейхун Азиз оглы      | 23 апреля 2018    | 16 июля 2020     |        | Беспартийный      |
| Министр науки и образования                 | Амруллаев Эмин Эльдар оглу      | 27 июля 2020      | 14 февраля 2024  |        | Беспартийный      |
| Министр налогов                             | Джаббаров Микаил Чингиз оглы    | 21 апреля 2018    | 21 октября 2019  |        | Беспартийный      |
| Министр иностранных дел                     | Мамедъяров Эльмар Магеррам оглы | 21 апреля 2018    | 16 июля 2020     |        | Беспартийный      |
| Министр иностранных дел                     | Байрамов Джейхун Азиз оглы      | 16 июля 2020      | 14 февраля 2024  |        | Беспартийный      |

## Председатели комитетов
| Должность                                                                  | Ф.И.О.                         | Начало полномочий | Конец полномочий | Партия | Партия            |
| -------------------------------------------------------------------------- | ------------------------------ | ----------------- | ---------------- | ------ | ----------------- |
| Председатели комитетов                                                     |                                |                   |                  |        |                   |
| Государственный комитет по проблемам семьи, женщин и детей                 | Гусейнова, Хиджран Кямран кызы | 23 апреля 2018    | 9 марта 2020     |        | Новый Азербайджан |
| Государственный комитет по проблемам семьи, женщин и детей                 | Мурадова Бахар Аваз кызы       | 9 марта 2020      | В должности      |        | Новый Азербайджан |
| Государственный комитет по работе с диаспорой                              | Мурадов Фуад Рауф оглы         | 23 апреля 2018    | В должности      |        | Беспартийный      |
| Государственный комитет по работе с религиозными организациями             | Мубариз Гурбанлы               | 23 апреля 2018    | В должности      |        | Новый Азербайджан |
| Государственный комитет по работе с беженцами и вынужденными переселенцами | Рзаев Ровшан Шукюр оглы        | 23 апреля 2018    | В должности      |        | Беспартийный      |
| Государственная служба имущественных вопросов                              | Гасанов Керем Аваз оглы        | 23 aпреля 2018    | 23 октября 2019  |        | Новый Азербайджан |
| Государственный таможенный комитет                                         | Мехтиев Сафар Мамед оглы       | 23 апреля 2018    | 16 июля 2022     |        | Беспартийный      |
| Государственный таможенный комитет                                         | Багиров Шахин Солтан оглы      | 14 февраля 2023   | В должности      |        | Беспартийный      |
| Государственный комитет статистики                                         | Будагов Таир Ягуб оглы         | 23 апреля 2018    | В должности      |        | Новый Азербайджан |
| Государственный комитет по градостроительству и архитектуре                | Нуриев Самир Рафиг оглы        | 23 апреля 2018    | 1 ноября 2019    |        | Беспартийный      |
| Государственный комитет по градостроительству и архитектуре                | Гулиев Анар                    | 8 января 2019     | В должности      |        | Беспартийный      |

## Руководители служб
| Организация                                                       | Ф.И.О.                        | Начало полномочий | Конец полномочий | Партия | Партия                |
| ----------------------------------------------------------------- | ----------------------------- | ----------------- | ---------------- | ------ | --------------------- |
| Руководители служб                                                |                               |                   |                  |        |                       |
| Государственная миграционная служба                               | Гусейнов Вусал Афган оглы     | 23 апреля 2018    | В должности      |        | Новый Азербайджан     |
| Государственная пограничная служба                                | Гулиев Эльчин Исага оглы      | 21 апреля 2018    | В должности      |        | Беспартийный          |
| Служба государственной безопасности                               | Гулиев Мадат Газанфар оглы    | 21 апреля 2018    | 20 июня 2019     |        | Беспартийный          |
| Служба государственной безопасности                               | Нагиев Али Наги оглы          | 20 июня 2019      | В должности      |        | Беспартийный          |
| Государственная служба по мобилизации и призыву на военную службу | Рагимов Арзу                  | 23 апреля 2018    | 17 апреля 2023   |        | Новый Азербайджан YAP |
| Государственная служба по мобилизации и призыву на военную службу | Ибрагимов Мурсал Горхмаз оглы | 17 апреля 2023    | В должности      |        | Беспартийный          |
| Служба внешней разведки                                           | Султанов Орхан Седьяр оглы    | 21 апреля 2018    | В должности      |        | Беспартийный          |